# Sándor Tarics
Sándor Tarics (ur. 23 września 1913 w Budapeszcie, zm. 21 maja 2016 w Belvedere) – węgierski waterpolista, złoty medalista olimpijski.
Jako członek reprezentacji Węgier był w drużynie, która wywalczyła złoty medal w piłce wodnej podczas XI Letnich Igrzysk Olimpijskich w Berlinie, w 1936. W reprezentacji kraju występował do 1939, podczas uniwersjady zdobył 7 goli przeciwko drużynie Niemiec, co uczyniło go bohaterem narodowym. W 1949 wyemigrował do USA i osiadł w San Francisco, nie godząc się z ustrojem komunistycznym jaki zapanował na Węgrzech. Pracował przy badaniach dotyczących wytrzymałości materiałów i budynków na trzęsienia ziemi. Był honorowym kibicem podczas XXX Letnich Igrzysk Olimpijskich w Londynie, w 2012. W momencie poprzedzającym śmierć był najstarszym na świecie mistrzem olimpijskim.